# كارل هاينريش فون شتاين
كارل هاينريش فون شتاين (بالألمانية: Heinrich Freiherr von Stein )‏ (و. 1857 – 1887 م) هو مؤلف، وكاتب، وأستاذ جامعي ألماني، ولد في كوبورغ، توفي في برلين، عن عمر يناهز 30 عاماً، بسبب مرض.

## التعليم
تعلم في جامعة هاله.